# 林和宏
林 和宏（はやし かずひろ、1954年10月- ）は、日本の文学者。専門はイタリア文学。
元東京外国語大学准教授。

## 略歴
- 1977年3月　東京外国語大学外国語学部イタリア語学科卒業
- 1980年3月　東京外国語大学大学院外国語学研究科ロマンス系言語専攻修士課程修了
- 1980年4月　東京外国語大学外国語学部 助手
- 1991年4月　同 講師
- 1998年4月　同 助教授
- 2009年4月　東京外国語大学 総合国際学研究院 准教授（言語文化部門・文化研究系、大学院重点化に伴う配置換え）
- 2019年3月　同 定年退職

## 研究業績
- ペトラルカの「永遠の勝利」の反語、東京外国語大学論集56、25-38、1998年
- フランコ・サッケッティの『新奇な物語三百話』の抄訳、『ルネサンスの箱』所収 筑摩書房、113-144、1993年

| スタブアイコン | サブスタブ | この項目は、まだ閲覧者の調べものの参照としては役立たない、文人（小説家・詩人・歌人・俳人・作詞家・作家・放送作家・随筆家（コラムニスト）・文芸評論家）に関連した書きかけの項目です。この項目を加筆・訂正などしてくださる協力者を求めています（P:文学/PJ:作家）。 |